# Noc po ciężkim dniu
Noc po ciężkim dniu (tytuł oryginalny A Hard Day’s Night) – brytyjska komedia muzyczna z 1964 roku w reżyserii Richarda Lestera z udziałem członków zespołu The Beatles. Stworzony na fali popularności grupy film był sukcesem zarówno kasowym, jak i artystycznym (dwie nominacje do Oscara oraz pozycja pierwszego prawdziwego filmu muzycznego w historii kina).
Fabuła opiera się na parodystycznym ukazaniu wydarzeń ze zwykłego dnia Beatlesów, np. występu dla telewizji. Ucieczka przed menedżerem oraz fankami czy szukanie Ringa i dziadka Paula (postać fikcyjna), a na końcu koncert – to tylko niektóre elementy tego filmu.
Noc po ciężkim dniu jest uznawana za pierwszy mockument w historii kina. Jego olbrzymi sukces komercyjny w kinach skłonił Beatlesów do dalszej współpracy z Lesterem, który wyreżyserował kolejny film z udziałem grupy, Na pomoc! (Help!, 1965).
Ścieżka dźwiękowa do filmu została wydana jako płyta A Hard Day’s Night.